# 87 Leonis
87 Leonis (87 Leo, e Leo, e Leonis) é uma estrela na constelação de Leo. Tem uma magnitude aparente de 4,771, sendo visível a olho nu. Com base em sua paralaxe, está a aproximadamente 600 anos-luz (190 parsecs) da Terra, com uma margem de erro de 30 anos-luz. É uma estrela luminosa, com uma magnitude absoluta de -1,57.
87 Leonis é uma estrela gigante evoluída com uma classificação estelar de K3.5 III. Seu raio, determinado a partir de medições de seu diâmetro angular, é de 37 raios solares. Irradia energia a uma temperatura efetiva de 3 991 K, o que lhe dá a coloração alaranjada típica de estrelas de classe K.